# Biberberg (Pfaffenhofen)

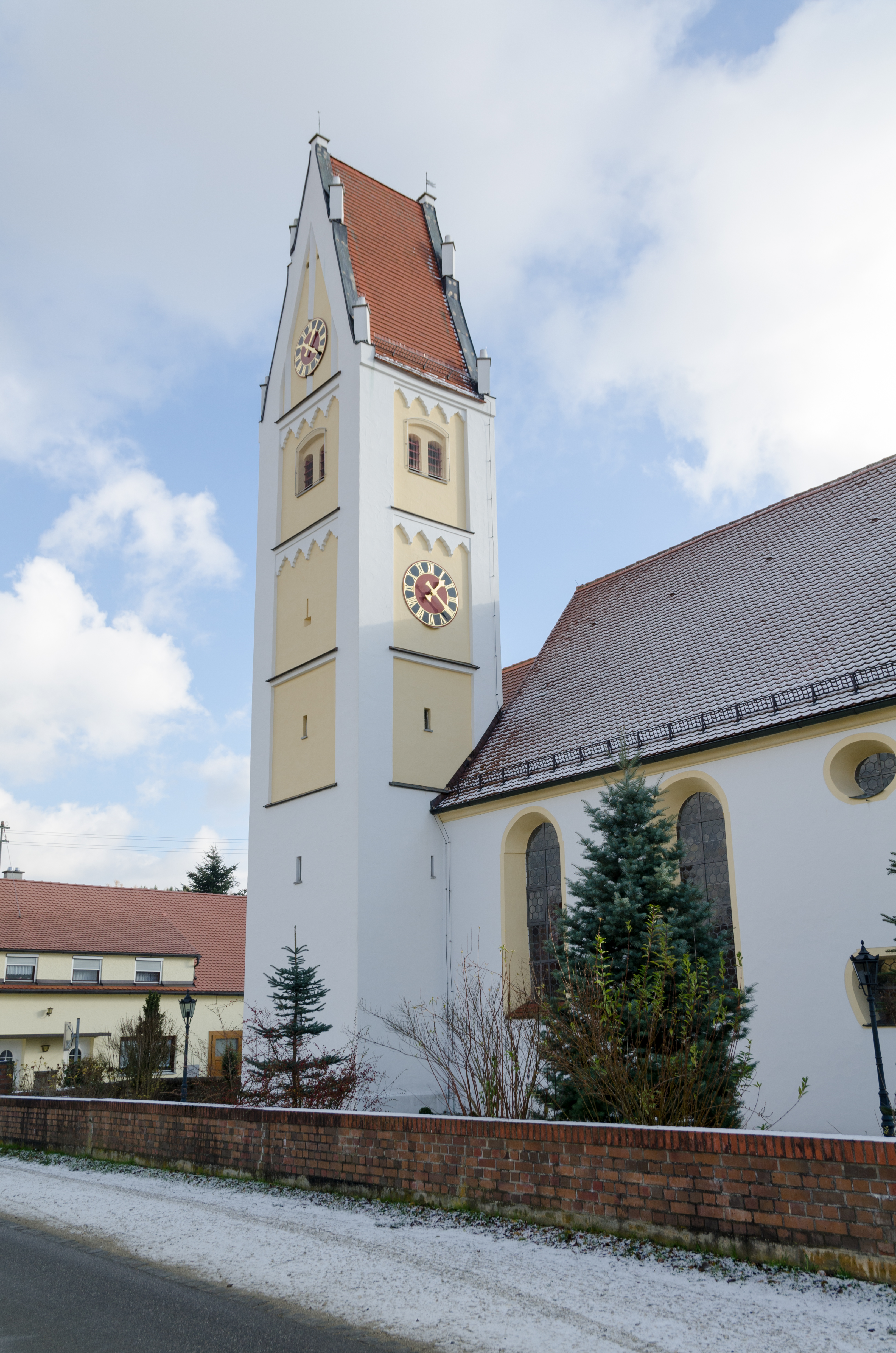
Pfarrkirche St. Andreas

Biberberg ist ein Gemeindeteil des Marktes Pfaffenhofen an der Roth und eine Gemarkung im Landkreis Neu-Ulm im Westen des bayerischen Regierungsbezirks Schwaben.

## Lage
Das Kirchdorf liegt am westlichen Talrand des Osterbaches und etwa vier Kilometer östlich des Hauptortes. Durch den Ort verläuft die Staatsstraße 2022.

## Geschichte
Der Ort wurde schon 1120 urkundlich erwähnt. Zugehörig war die Herrschaft Biberberg. In der Nähe des Wirtshauses gab es im 16. Jahrhundert ein Gesundbad, das später einging. Der Ort bildet allein eine Gemarkung mit 254 Hektar; 1961 hatte er 191 Einwohner und 48 Wohngebäude. Am 1. Januar 1972 wurde die Gemeinde Biberberg im Zuge der Gebietsreform in Bayern in den Markt Pfaffenhofen eingegliedert.

## Sehenswürdigkeiten
- Pfarrkirche St. Andreas, ein spätgotischer Bau aus dem 15. Jahrhundert

Siehe: Liste der Baudenkmäler in Biberberg.